# Stanisław Kleszcz
Stanisław Kleszcz (ur. 28 kwietnia 1922 w Zawierciu, zm. 1981) – polski polityk, przewodniczący Prezydium Miejskiej Rady Narodowej w Zawierciu w latach 1954–1955.

## Biografia
Syn Franciszka, z zawodu był tokarzem i walcownikiem. Ukończył siedem klas szkoły podstawowej oraz Wyższy Kurs Planowania. W 1940 roku rozpoczął pracę w Hucie Zawiercie, gdzie od 1945 roku pełnił role kierownicze, był również przewodniczącym Rady Zakładowej. W grudniu 1954 roku został przewodniczącym Prezydium Miejskiej Rady Narodowej. 27 sierpnia 1955 roku został odwołany ze stanowiska pod zarzutem nadużycia władzy i przywłaszczenia sobie domu murowanego. W 1954 został odznaczony Medalem 10-lecia Polski Ludowej.
Zmarł w 1981 roku i został pochowany na cmentarzu w Zawierciu.